# Шоре
Шоре (фр. Chauray) насеље је и општина у западној Француској у региону Поату-Шарант, у департману Де Севр која припада префектури Ниор.
По подацима из 2011. године у општини је живело 6301 становника, а густина насељености је износила 434,55 становника/km². Општина се простире на површини од 14,5 km². Налази се на средњој надморској висини од 68 метара (максималној 91 m, а минималној 32 m).

## Демографија
| 1962. | 1968. | 1975. | 1982. | 1990. | 1999. | 2011. |
| ----- | ----- | ----- | ----- | ----- | ----- | ----- |
| 830   | 966   | 2.100 | 3.215 | 4.661 | 4.831 | 6.301 |

График промене броја становника у току последњих година

## Партнерски градови
- Лангевисен